# LoJax
LoJax es un malware de tipo rootkit diseñado para infectar computadoras desde la UEFI de tal modo que es imposible su limpieza con métodos convencionales como la reinstalación del sistema operativo o el cambio del disco rígido. Es el primero descubierto que usa este modo de infección que hasta el momento se consideraba teórica. El malware fue descubierto por la compañía de seguridad ESET.